# Station Długomiłowice
Station Długomiłowice (tot 1945 Langlieben) is een in 1997 gesloten spoorwegstation in de Poolse plaats Długomiłowice.